# Erkundungsbergwerk Gorleben

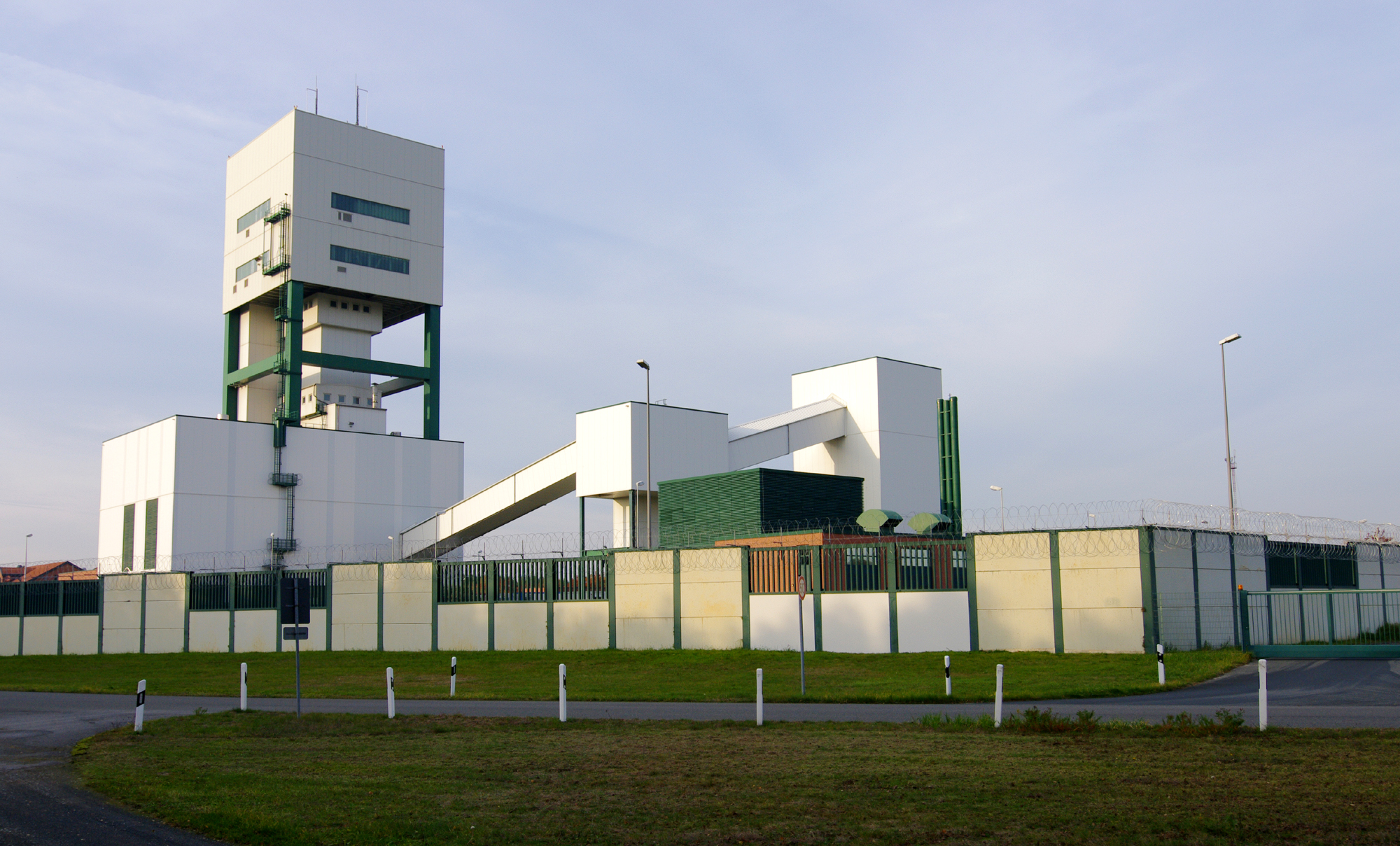
Blick auf Teile der Anlagen des Erkundungsbergwerkes am Salzstock Gorleben

Das Erkundungsbergwerk Gorleben wurde 1986 errichtet, um die Eignung des Salzstocks Gorleben-Rambow für eine Endlagerung radioaktiver Abfälle zu erkunden. Die Lagerstätte in Gorleben stand bis September 2020 als mögliches Endlager in der Diskussion, bis der Plan verworfen wurde und das Bundesumweltministerium im Juni 2022 die Verfüllung der Schachtanlagen beauftragte.

## Eigenschaften des Salzstocks
Der Salzstock Gorleben ist ein großer Salzstock mit einer Tiefe von etwa 300 m bis 3500 m. Die untertägigen Untersuchungen wurden bei einer Tiefe von 840 m und 870 m durchgeführt. Die heute im Salzstock vorgefundenen Salzlösungseinschlüsse sind genauso alt wie die den Salzstock aufbauenden Salzgesteine selbst – also älter als 200 Millionen Jahre.

## Standortauswahl (1973–1979)
1973 einigten sich die im Nuklearbereich engagierte Industrie und die Bundesregierung auf das Konzept einer „integrierten Entsorgungsanlage“, in der Wiederaufarbeitung von abgebrannten Brennelementen und die Endlagerung von nicht mehr verwertbaren radioaktiven Abfällen an einem Standort betrieben werden sollten. Die Entscheidung für die Endlagerung in Salzstöcken prädestinierte das Land Niedersachsen für die Aufnahme des Projekts. Ende 1973 begann die Suche nach einem geeigneten Endlagersalzstock. Geplant war (und ist auch heute noch) ein Endlager für alle Arten radioaktiver Abfälle in einem Salzstock. Salzstöcke zeigen eine hohe geologische Stabilität, oft von mehreren Hundert Millionen Jahren, sind undurchlässig für Gase und Flüssigkeiten, sind kriechfähig (können Lücken und Bruchspalten durch langsame Verformung schließen) und haben eine hohe Wärmeleitfähigkeit. Es wurden 24 Salzstöcke betrachtet. Das gleichfalls geplante Nukleare Entsorgungszentrum sollte ebenfalls am Standort des Endlagers gebaut werden. Die Bundesregierung beauftragte die Firma KEWA (Kernbrennstoff-Wiederaufarbeitungs-Gesellschaft) mit der Standortsuche.
Am 1. Juli 1975 schlug die KEWA drei Salzstöcke in Niedersachsen zur näheren Untersuchung vor:
- Lutterloh, ein Waldgebiet zwischen Unterlüß und Eschede in der Südheide,
- Lichtenhorst im Lichtenmoor und
- Wahn im Emsland.

Die Untersuchungen an diesen Standorten wurde aufgrund von örtlichen Protesten im August 1976 abgebrochen. Der Standort Gorleben wurde in dieser ersten Studie aufgrund der Nähe zur DDR-Grenze und seiner Lage in einem Erholungs- und Feriengebiet nicht in Betracht gezogen, wie in der späteren KEWA-Studie vom Oktober 1977 erläutert wird (KWA 1225). Laut des an der Standortauswahl beteiligten Geologen Gert Lüttig gehörte der Standort Gorleben nicht in die günstige Kategorie, zu der die anderen Standorte gehörten. Auch in einer Stellungnahme des TÜV Hannover zur Eignung von Standorten für das zu errichtende Nukleare Entsorgungszentrum vom November 1976 wurde Gorleben nicht erwähnt und stattdessen für geeignet gehalten:
- Nieby, Friedrichskoog und Lütau in Schleswig-Holstein
- Stüdtloh, gemeint war der Standort „Lutterloh“
- Ahlden, gemeint war der Standort „Lichtenmoor“
- Börger, gemeint war der Standort „Wahn“, Malloh (nördlich von Wolfsburg), „Becklinger Holz“ östlich von Bad Fallingbostel

Klare Präferenz wurde dabei Nieby gegeben.
Die niedersächsische Landesregierung setzte einen interministeriellen Arbeitskreis ein, um 140 Standorte nach erweiterten Kriterien zu prüfen. Zunächst wurden die 23 Standorte mit ausreichendem Fassungsvolumen ausgewählt. In einer zweiten Runde blieben 13 nach Tiefenlage, Bevölkerungsdichte und konkurrierenden Nutzungsansprüchen passende. In der dritten Auswahlrunde kamen Kriterien wie Erdbebengefährdung oder Flugverkehrsdichte in Betrachtung. Aus einer vierten Auswahlrunde blieben folgende Standorte für eine genaue geologische Untersuchung:
- Lichtenhorst
- Wahn
- Mariaglück (Höfer im Landkreis Celle)
- Gorleben

Am 22. Februar 1977 benannte die niedersächsische Landesregierung schließlich den Salzstock Gorleben als einzigen Standort für das Endlager sowie das „Nukleare Entsorgungszentrum (NEZ)“. Die Auswahlkriterien betrafen unter anderem bisherige Flächennutzung, Besiedlungsdichte, Strahlenschutz und Endlagergeologie. Höfer wurde wegen eines nahen Salzbergwerkes ausgeschlossen, Wahn wegen Widerstand von einem benachbarten Bundeswehrgelände, Lichtenhorst, da im Grundwasservorranggebiet von Hannover gelegen.
Beim Auswahlverfahren wird kritisiert, dass geowissenschaftliche Argumente nur einen geringen Stellenwert aufwiesen. In der Tat spielten die geologischen Gründe nur bei der ersten Auswahlrunde die wichtigste Rolle, d. h. bei der Entscheidung für den Salzstock und bei der Auswahl der 140 möglichen Standorte. Eine allgemeine geologische Eignung (Größe, Tiefe) war unter anderem Grundlage der zweiten Auswahl. Der Salzstock Höfer (Mariaglück), viel kleiner als die anderen, wurde auf Anraten des Niedersächsischen Landesamtes für Bodenforschung (NLfB) zusätzlich noch miteinbezogen. Weitgehende geologische Untersuchungen konnten bei einer großen Anzahl an Standorten aus Kostengründen nicht durchgeführt werden, stattdessen wurde die Eignung nur beim Standort Gorleben geprüft.
Die letztliche Entscheidung für Gorleben ist nach dem damaligen niedersächsischen Ministerpräsidenten Albrecht vor allem aus strukturpolitischen Gründen zur wirtschaftlichen Entwicklung des damaligen Zonenrandgebietes gefallen. Sicherheitsorientierte geowissenschaftliche Argumente spielten bei der Festlegung auf Gorleben nicht die Hauptrolle. Wie sich der an der Standortauswahl beteiligte Geologe Gert Lüttig erinnert, spielte auch die Nähe zu Morsleben und dem dort im Aufbau befindlichen DDR-Endlager eine Rolle. Wolfram König, von 2016 bis 2024 Präsident des Bundesamts für die Sicherheit der nuklearen Entsorgung, bemerkte laut taz, dass in Gorleben „unter dem Deckmantel der Erkundung ein fast fertiges Endlager“ entstanden sei.

## Geologische Erkundung
Die Bundesanstalt für Geowissenschaften und Rohstoffe (BGR) führt die geowissenschaftlichen Untersuchungen am Erkundungsstandort durch und bewertet diese. Die Untersuchungen erfolgen im Auftrag des Bundesamts für Strahlenschutz (BfS) und in Zusammenarbeit mit der Deutschen Gesellschaft zum Bau und Betrieb von Endlagern (DBE).

### Übertägige Erkundung (1979–1983)

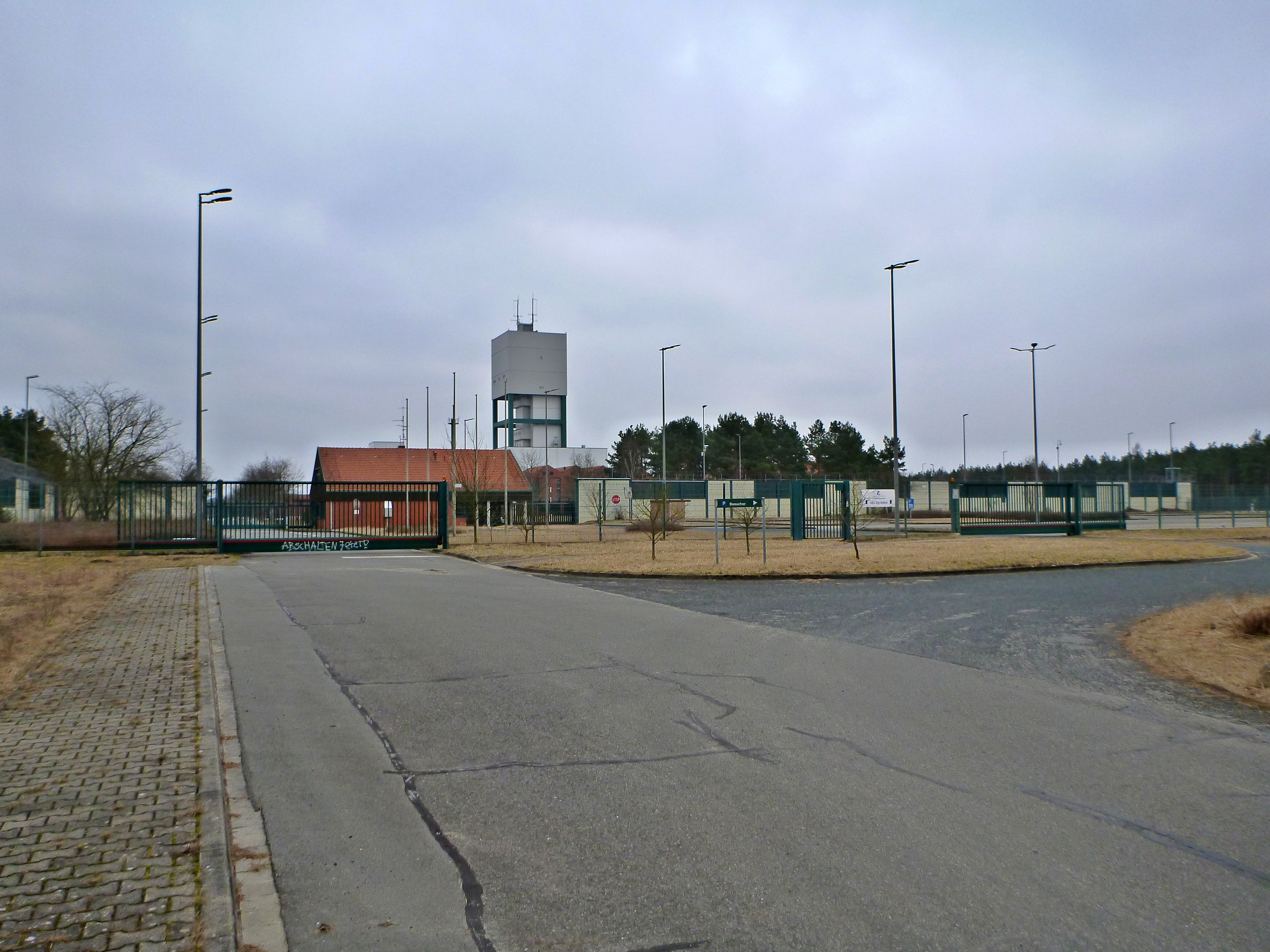
Eingang zum Erkundungsbergwerk Gorleben

Die übertägige Erkundung des Standortes Gorleben begann im April 1979 und dauerte bis 1983. Einige ergänzende übertägige Arbeiten wurden nach der Deutschen Wiedervereinigung ab 1992 auf ehemaligem DDR-Gebiet durchgeführt.
Die Untersuchungen umfassten hauptsächlich 44 Salzspiegelbohrungen, geophysikalische Untersuchungen, u. a. reflexionsseismische Messungen, hydrogeologische Untersuchungen (rund 500 Aufschluss- und Pegelbohrungen), vier Tiefbohrungen bis ca. 2000 m in die Randzonen des Salzstocks, zwei Schachtvorbohrungen bis ca. 1000 m Tiefe zur Bestätigung der ausgewählten Schachtansatzpunkte, ein seismisches Stationsnetz zur Überwachung der Erdbebentätigkeit sowie vielfältige sonstige Untersuchungen, zum Beispiel Langzeit-Pumpversuche, hydrologische Untersuchungen an den Vorflutern und geologische Kartierungen.
Die Erkundungsergebnisse und ihre Bewertung wurden in zwei Berichten der Physikalisch-Technischen Bundesanstalt (1983) und des Bundesamtes für Strahlenschutz (1990) zusammenfassend dargestellt. Für die PTB war Klaus Duphorn als Gutachter tätig. Trotz der negativen Erkundungsbefunde wurde der Standort Gorleben immer noch als „eignungshöffig“ bezeichnet. Dies gelang durch eine Veränderung der Sicherheitsphilosophie: Die Bedeutung des Deckgebirges als Barriere gegen die Ausbreitung von Radionukliden wurde zurückgenommen und im Gegenzug der Salzstock alleine als entscheidende Barriere angesehen. Auf Grundlage dieser Änderung der Sicherheitsphilosophie wurde mit der untertägigen Erkundung begonnen. Nach Recherchen der Frankfurter Rundschau – 2009 veröffentlicht – ging diese Verminderung der Sicherheitsanforderungen auf eine direkte Einflussnahme der damals neuen CDU/FDP-Regierung unter Helmut Kohl zurück.

### Untertägige Erkundung (1986–2000)
1986 begann das Abteufen von Schacht 1, in dem bereits in 234 Meter Teufe ein unerwartet hoher Gesteinsdruck vorgefunden wurde, der im Mai 1987 zum Einsturz der daraufhin zusätzlich eingebrachten Stützringe zum Auffangen dieser Belastung führte und einem Bergmann das Leben kostete. Die unterbrochenen Teufarbeiten wurden im Januar 1989 fortgesetzt.
Im August 1993 meldete das Bundesamt für Strahlenschutz die vorläufige Fertigstellung des Innenausbaus von Schacht 1 (Teufe 350 m), im März 1994 den von Schacht 2 (Teufe 965 m). Allein für Schacht 2 wurden bis dahin 42000 Betonformsteine, ca. 8700 Tonnen Stahl, 11800 m³ Mörtel und Beton sowie 2400 m² Bitumen und Asphalt untertägig verbaut. Während der fast achtjährigen Laufzeit der Gefriermaschinen dieses im Gefrierverfahren errichteten Schachtes wurden 44,3 Millionen kWh elektrische Energie verbraucht, was Kosten von 7,3 Mio. DM verursacht hat.
Ab Juli 1994 wurde das Lagern von anfallendem Salz auf der etwa 1,5 Kilometer entfernt gelegenen Salzhalde genehmigt (zunächst befristet). Auf diese Weise wurden geplant täglich bis zu 800 Tonnen Salz mit ca. 60 Lkw-Fahrten transportiert. Zuvor (seit Juli 1991) wurde es mit einem Kostenaufwand von 5,5 Millionen DM in das ca. 150 Kilometer entfernte Morsleben transportiert (innerhalb von 3 Jahren 47000 Tonnen).
Im November 1995 wurde die Erkundungssohle von Schacht 1 und 2 in einer Teufe von 840 m erreicht und im Oktober 1996 erfolgte der Durchschlag zwischen den beiden Schächten.
Hauptziel der untertägigen Erkundung ist der Nachweis von Steinsalzpartien, die für die Endlagerung benötigt werden. Hierbei sind die Lage und Ausdehnung des Hauptanhydrits und des Kaliflözes Staßfurt bedeutsam, da sie Begrenzungen für endlagergeeignete Bereiche des Salzstocks darstellen. Insbesondere der Hauptanhydrit gilt wegen seiner verbreiteten Kluftbildung als potenzieller Lösungsbringer, über den das Endlager absaufen kann.
Der Erkundungsbereich 1 ist weitgehend aufgeschlossen und untersucht. Dabei führte man umfassende geowissenschaftliche und geotechnische Untersuchungen sowie bergtechnische Messungen und Versuche durch.

### Moratorium (2000–2010)

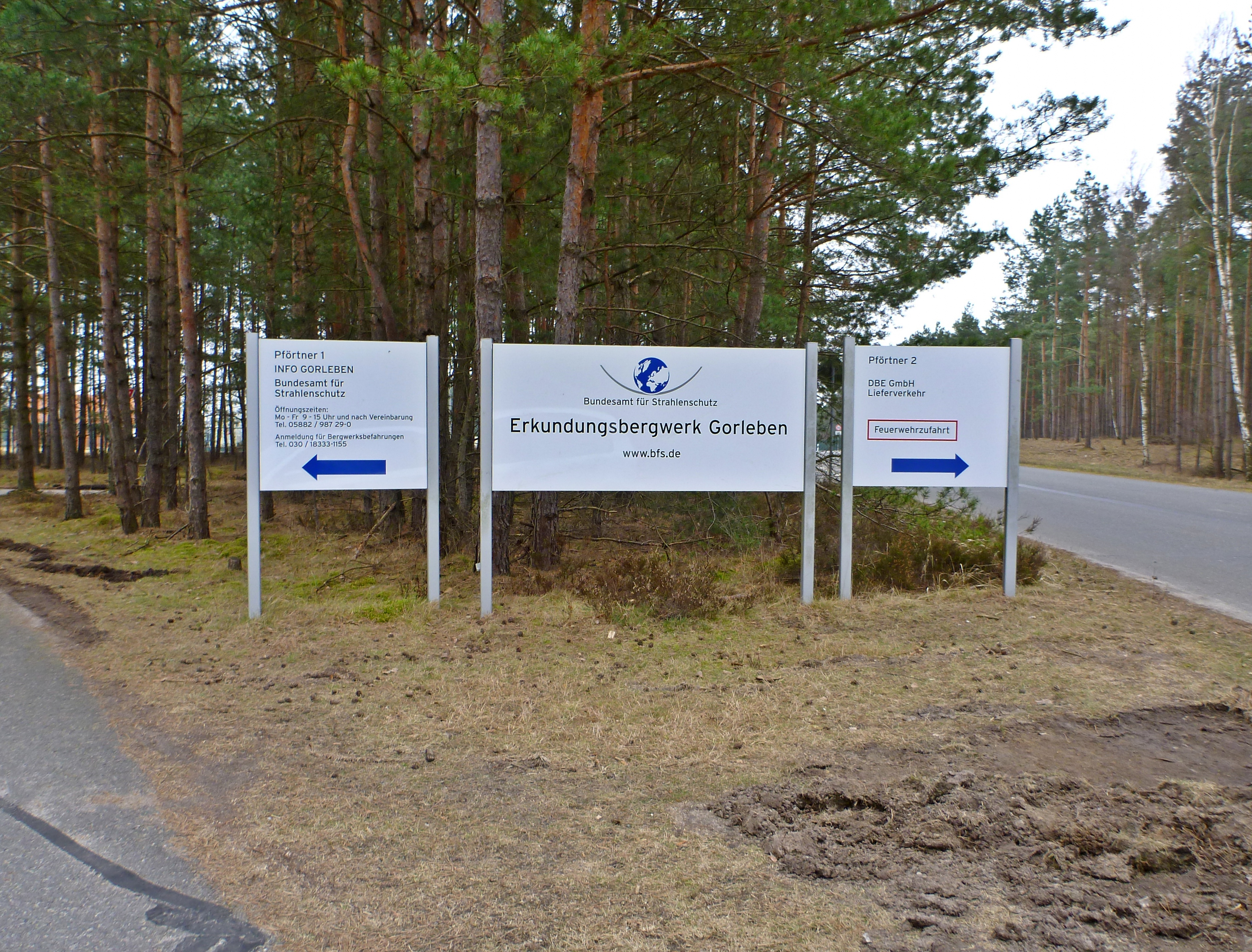
Eingangsschild zum Erkundungsbergwerk und zur Info Gorleben vom BfS

In der Vereinbarung zwischen der Bundesregierung und den Energieversorgungsunternehmen vom 14. Juni 2000 wurde neben dem Ausstieg aus der Atomkraftnutzung auch ein Moratorium für das geplante Endlager Gorleben vereinbart. Danach wurde zur Klärung konzeptioneller und sicherheitstechnischer Fragen die Erkundung in Gorleben für zehn Jahre (Oktober 2000 bis September 2010) unterbrochen. Die bloßen Erhaltungskosten beliefen sich in dieser Phase auf 22 Millionen Euro jährlich und werden von den Abfallverursachern gedeckt (Energieversorgungsunternehmen und Forschungsinstitute).
Der abschließende Synthesebericht des Bundesamtes für Strahlenschutz wurde 2005 veröffentlicht. Im Dezember 2006 wies der damalige Bundesumweltminister Sigmar Gabriel darauf hin, dass er die Erkundung von Gorleben wiederaufnehmen würde, wenn sein Konzept zum Vergleich von Standorten akzeptiert werde.
Nach Behauptung der Frankfurter Rundschau vom Mai 2009 existiert ein internes Papier des Bundesamtes für Strahlenschutz, nach dem „parallel zur Erkundung bereits der Ausbau zum Endlager begonnen“ worden sei. Diese Meldung stieß auf ein breites Echo in der Öffentlichkeit und insbesondere bei den Gegnern eines Endlagers Gorleben. Das Bundesamt für Strahlenschutz verneinte jedoch die Existenz des behaupteten Papiers und führte aus, dass eine Aussage hinsichtlich der Eignung des Salzstocks für eine Endlagerstätte frühestens in 15 Jahren getroffen werden könne.
Zum 1. Oktober 2010 wurde das Erkundungs-Moratorium von Bundesumweltminister Norbert Röttgen aufgehoben und die geowissenschaftlichen Untersuchungen fortgesetzt.

### Fortsetzung der geologischen Erkundung (2010–2012)
Die geologische Erkundung wurde 2010 wieder aufgenommen und im November 2012 auf Wunsch des Umweltministers Peter Altmaier bis zur Bundestagswahl 2013 unterbrochen. Im Zuge der Abstimmungen zu einem Neubeginn der Suche nach einem Endlager für hoch radioaktive Abfälle über das Standortauswahlverfahren wurden die Erkundungsarbeiten am 6. November 2012 eingestellt. Das Bergwerk sollte bis zu einer Standortentscheidung im sogenannten Offenhaltungsbetrieb verbleiben.

### Offenhaltungsbetrieb (2014–2021)
Nach einer Einigung zwischen Bundes- und Niedersächsischem Umweltministerium vom 29. Juli 2014 wird das Bergwerk im Offenhaltungsbetrieb weiterbetrieben. Der Hauptbetriebsplan 2014 bis 2016 mit Verlängerung der Zulassung bis Ende 2017 ist die Grundlage für die dazu nötigen Übergangsarbeiten, mit denen die Deutsche Gesellschaft zum Bau und Betrieb von Endlagern für Abfallstoffe mbH (DBE) beauftragt wurde. Diese Arbeiten umfassen auch Um- und Rückbauarbeiten (Werkstätten, Wetter-, Maschinen- und Elektrotechnik unter Tage, über Tage der Rückbau von Anlagen und Gebäude sowie der Umbau des Bergwerksgeländes und die Reduzierung der Anlagensicherung auf einen industrieüblichen Standard).
Untertägige Rückbaumaßnahmen wurden unverzüglich begonnen und sind größtenteils genau wie die Rückbaumaßnahmen der übertägigen Anlagen und Gebäude im dritten Quartal 2016 abgeschlossen. Das im Offenhaltungsbetrieb nicht benötigte Betriebsgelände soll aus der Bergaufsicht entlassen werden. Die Umschließungsmauer soll zurückgebaut und die Anlagensicherung reduziert werden. Am 19. April 2016 legten Bundes- und Landesministerium für Umweltschutz, das Bundesamt für Strahlenschutz, das Landesamt für Bergbau, Energie und Geologie sowie die DBE einvernehmlich fest, dass die Übergangsarbeiten bis Ende 2017 abgeschlossen werden sollen und ab dem 1. Januar 2018 der reine Offenhaltungsbetrieb beginnen kann.
Die Betreiberaufgaben für das Bergwerk Gorleben sind am 25. April 2017 auf die Bundesgesellschaft für Endlagerung (BGE) mit Sitz in Peine übertragen worden.

### Stilllegungsbetrieb (seit 2021)
Die Bundesgesellschaft für Endlagerung hat am 28. September 2020 ihren Zwischenbericht nach § 13 StandAG vorgestellt. Die BGE kommt zu dem Ergebnis, dass der Salzstock Gorleben nach Anwendung der geowissenschaftlichen Abwägungskriterien gemäß § 24 StandAG kein Teilgebiet geworden ist. Denn er erfüllt demnach zwar die Mindestanforderungen an ein Endlager, fällt aber bei den sogenannten Abwägungskriterien durch – unter anderem gibt es kein ausreichend starkes unterirdisches Deckgebirge, das den Salzstock dauerhaft von Wasserzuflüssen abschirmt. Damit greift die Regelung des § 36 Abs. 1 S. 5 Nr. 1 StandAG, wonach der Salzstock Gorleben aus dem Verfahren ausscheidet. Der Salzstock Gorleben wird daher nicht bei den weiteren Arbeiten der BGE zu den Vorschlägen über die Standortregionen betrachtet.
Das Bundesumweltministerium (BMU) beauftragte die BGE im September 2021 mit der Schließung des Bergwerks. Mit der Verfüllung mit Salz wurden die Firmen Redpath Deilmann (hervorgegangen aus dem Unternehmen Carl Deilmann Bergbau und Tiefbau, seit 2012 Tochter der kanadischen Redpath Mining Inc., die der deutschen Beteiligungsgesellschaft Aton gehört) und Thyssen Schachtbau beauftragt, die hiermit Ende November 2024 begannen.

## Ergebnisse der Untersuchungen
Die Ergebnisse der übertägigen Untersuchungen wurden in zwei Berichten der Physikalisch-Technischen Bundesanstalt (1983) und des Bundesamtes für Strahlenschutz (1990) zusammenfassend dargestellt. Darin heißt es (PTB 1983): „Eine erste Bewertung des Deckgebirges hinsichtlich seiner Barrierenfunktion für potentielle kontaminierte Grundwässer zeigt, dass die über den zentralen Bereichen des Salzstocks Gorleben vorkommenden tonigen Sedimente keine solche Mächtigkeit und durchgehende Verbreitung haben, dass sie in der Lage wären, Kontaminationen auf Dauer von der Biosphäre abzuhalten.“
Diese Bewertung gilt auch heute noch und wird durch andere negative Standortmerkmale ergänzt, zum Beispiel vorauseilende selektive Subrosion, die Gorlebener Rinne mit Füllung aus mächtigen grundwasserleitenden quartären Sedimenten der Elster-Kaltzeit, kurze Laufzeiten des Grundwassers von der Salzstockoberseite zur Biosphäre. Die Erwartungen an die Barriere Deckgebirge wurden nicht erfüllt. Nach diesen Erkenntnissen wurde die Bedeutung des Deckgebirges als Barriere gegen die Ausbreitung von Radionukliden durch das Kabinett Kohl zurückgenommen und nur der Salzstock allein zur entscheidenden Barriere erklärt.
Die bisherigen Ergebnisse der untertägigen Untersuchungen fanden Mängel in einigen Gebieten des Salzstocks und lassen sich nach der Bundesanstalt für Geowissenschaften und Rohstoffe (BGR 1998) wie folgt zusammenfassen:
- Kernzone des Salzstocks mit Hauptsalz: Hier liegt ein unkomplizierter Sattel ohne Lösungs- und Gasvorkommen vor. Dieser Bereich ist größer als in den übertägigen Untersuchungen erwartet und für die Endlagerung gut geeignet.[2]
- Zwischen der Kernzone und der nördlichen Salzstockflanke ist die Grenze in Falten gelegt, und die beteiligten Schichten befinden sich weitgehend noch in ihrem ursprünglichen sedimentären Verband. Der Hauptanhydrit ist zerbrochen, jedoch nicht in einzelne Schollen zerlegt.
- In den schachtnahen Bereichen liegt im Grenzbereich Zechstein 2 / Zechstein 3 eine intensive Verfaltung der Schichten mit starker Mächtigkeitsreduktion vor. Im Grenzbereich des Kaliflözes Staßfurt zum Zechstein 3 liegen teilweise Störungen vor, die durch sekundäres Steinsalz verheilt sind. Begrenzte Lösungs- und Gasvorkommen können in den Störungsbereichen vorkommen, haben aber keine Verbindung zum Salzspiegel.
- In der Grenze zwischen Kernzone und südlicher Salzstockflanke sind die beteiligten Schichten sehr stark deformiert und in ihrer Mächtigkeit reduziert. Bereichsweise fehlen Hauptanhydrit und Begleitschichten. Der Hauptanhydrit ist in einzelne Schollen zerlegt. Größere isolierte Lösungs- und Gasvorkommen sind in den Hauptanhydritschollen möglich.

Insgesamt wird von der BGR zum Stand 2015 keine negative Beurteilung gegeben: „Trotz der noch nicht abgeschlossenen Erkundung des Salzstocks Gorleben kann nach den bisherigen Untersuchungen festgestellt werden, dass aus geowissenschaftlicher Sicht keine Erkenntnisse gegen die Eignungshöffigkeit des Salzstocks vorliegen.“
Die von der BGR im Geologischen Jahrbuch Reihe C zusammengefassten Ergebnisse, die modernere Studien bis zum Jahre 2011 analysieren, geben ein positives Urteil zum Standort Gorleben. Insbesondere „Abschätzungen […] zeigen, dass die Mächtigkeit der aus dem Wirtsgestein Salz aufgebauten geologischen Barriere auch nach Ablauf eines Zeitraums in der Größenordnung von einer Million Jahren ausreichend groß ist, um einen Radionuklidtransport aus dem zukünftigen Endlager in die Biosphäre nachhaltig zu verhindern. Eine Gefährdung durch zutretende Gase und Lösungen ist […] auszuschließen.“ Aus geowissenschaftlicher Sicht liegen „…keine Erkenntnisse aus dem Salinar gegen die langzeitsicherheitliche Eignung des Salzstocks Gorleben für die Endlagerung radioaktiver Abfälle“ vor.

## Protest

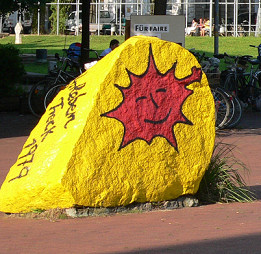
Gedenkstein in Hannover, aufgestellt beim Gorleben-Treck 1979 der „100.000“ in die Landeshauptstadt

Gegen die Planung eines atomaren Entsorgungszentrums in Gorleben wurde nicht nur im Wendland zunehmender Protest laut. Bei der niedersächsischen Landtagswahl am 4. Juni 1978 kandidierte die Grüne Liste Umweltschutz (GLU), Vorläufer der Grünen-Partei in Niedersachsen, erstmals und erzielte aus dem Stand 3,9 Prozent. Am 31. März 1979 kam es im Zusammenhang mit dem Gorleben-Symposion der niedersächsischen Landesregierung, das als internationales Experten-Hearing vom 28. März bis 3. April unter Leitung von Carl Friedrich von Weizsäcker auf der Hannover-Messe stattfand, mit einem Gorleben-Treck zu einer der größten Demonstrationen der Anti-Atomkraft-Bewegung in der Hannoverschen Innenstadt.
Als Konsequenz aus dem Experten-Hearing und den wachsenden politischen Bedenken und Protesten gegen das Gorleben-Projekt erklärte Ministerpräsident Ernst Albrecht in einer Regierungserklärung am 16. Mai 1979 vor dem niedersächsischen Landtag, dass ein von der Deutschen Gesellschaft zur Wiederaufarbeitung von Kernbrennstoffen (DWK) am Standort Gorleben beantragtes atomares Entsorgungszentrum mit einer Wiederaufarbeitungsanlage (WAA) zu diesem Zeitpunkt politisch nicht durchsetzbar sei.
Die SPD-Opposition im niedersächsischen Landtag sprach sich mit ihrem Fraktionsvorsitzenden Karl Ravens aus Sicherheitsgründen und wegen sicherheitstechnischer Bedenken gegen das atomare Entsorgungszentrum aus und forderte eine nochmalige Überprüfung des Standortes Gorleben und dessen Eignung für ein integriertes nukleares Entsorgungszentrum. Die weiteren Planungen für Gorleben wurden daraufhin zu weiteren Verhandlungen mit der Bundesregierung und der Beratung im Nuklearrat zurückgestellt.
Bereits gegen die untertägige Erkundung richteten sich Protestaktionen von örtlichen Atomkraftgegner, die sich 1979 und 1980 an den Tiefbohrstellen 1002 und 1003 ereigneten. Am 3. Mai 1980 besetzten etwa 5000 Atomkraftgegner bei Trebel die Tiefbohrstelle 1004, riefen die Republik Freies Wendland aus und errichteten ein Hüttendorf. Das Hüttendorf wurde u. a. von Gerhard Schröder in seiner Funktion als Juso-Vorsitzender besucht der sich gegenüber den anwesenden Medienvertretern gegen eine Räumung der Besetzung aussprach. Das Hüttendorf wurde am 4. Juni 1980 durch einen Großeinsatz der Polizei geräumt. Der damalige Vorsitzende der Arbeitsgemeinschaft der Jungsozialisten in der SPD (Jusos) und spätere Bundeskanzler Gerhard Schröder erklärte sich mit den Besetzern solidarisch.
Es folgten weitere Proteste (so u. a. die Besetzung eines „Zipfels“ DDR-Gebiet der nahen innerdeutschen Grenze, eine Großkundgebung mit 10.000 Menschen noch im Jahr 1982 sowie Platzbesetzungen und ab 1990 auch gemeinsame Aktionen mit Umweltschützern aus der DDR), getragen vor allem von den lokalen Widerstandsgruppen wie der Bürgerinitiative Umweltschutz Lüchow-Dannenberg oder der Bäuerlichen Notgemeinschaft. Seit 1989 findet jeden Sonntag das Gorlebener Gebet statt.

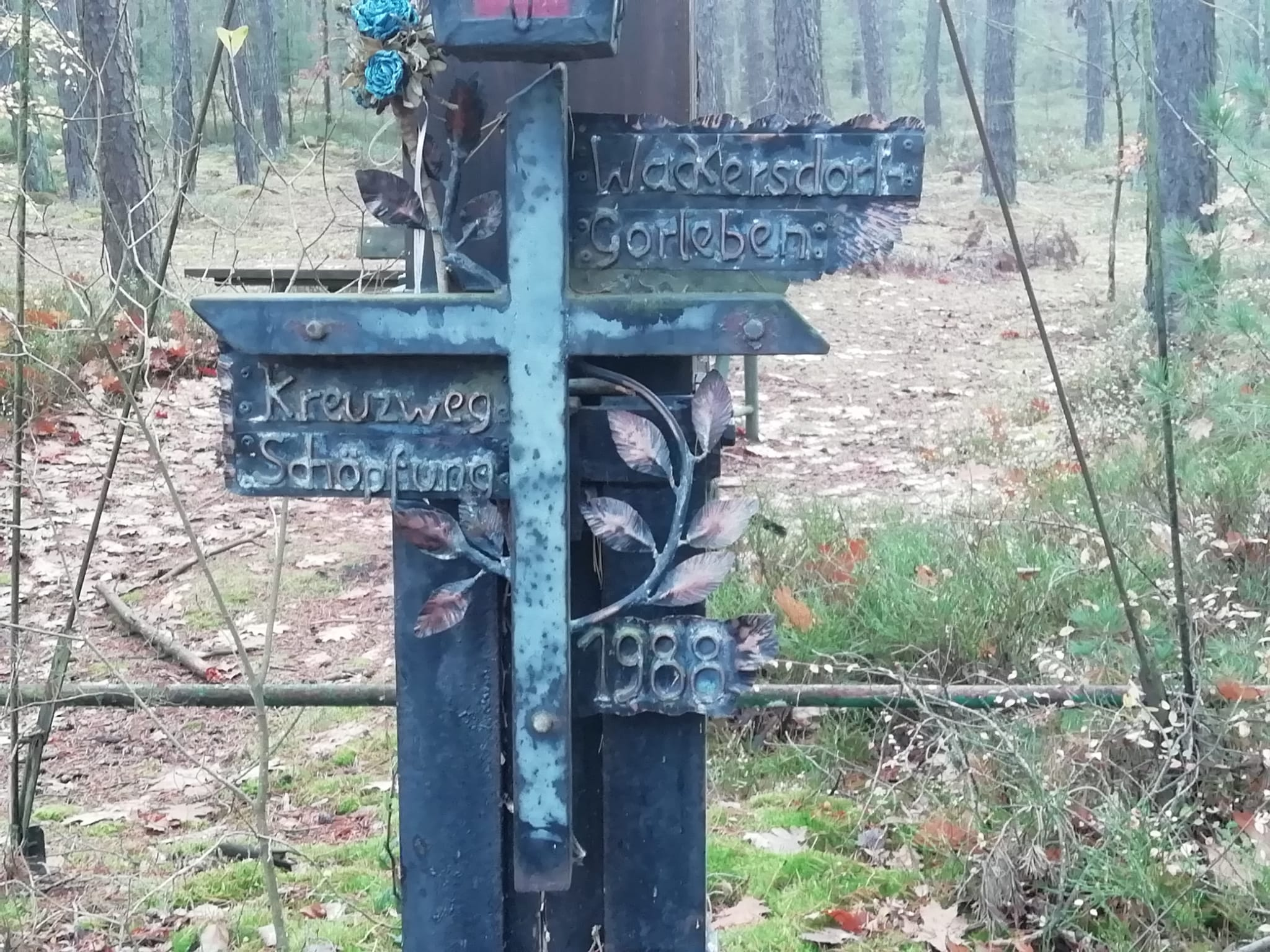
Kreuzweg von Wackersdorf nach Gorleben 1988

Ein kleines Gedenkkreuz aus Metall am bayerischen Franziskus-Marterl erinnert bis heute an den solidarischen „Kreuzweg für die Schöpfung“ von der Wiederaufarbeitungsanlage Wackersdorf nach  Gorleben 1988.

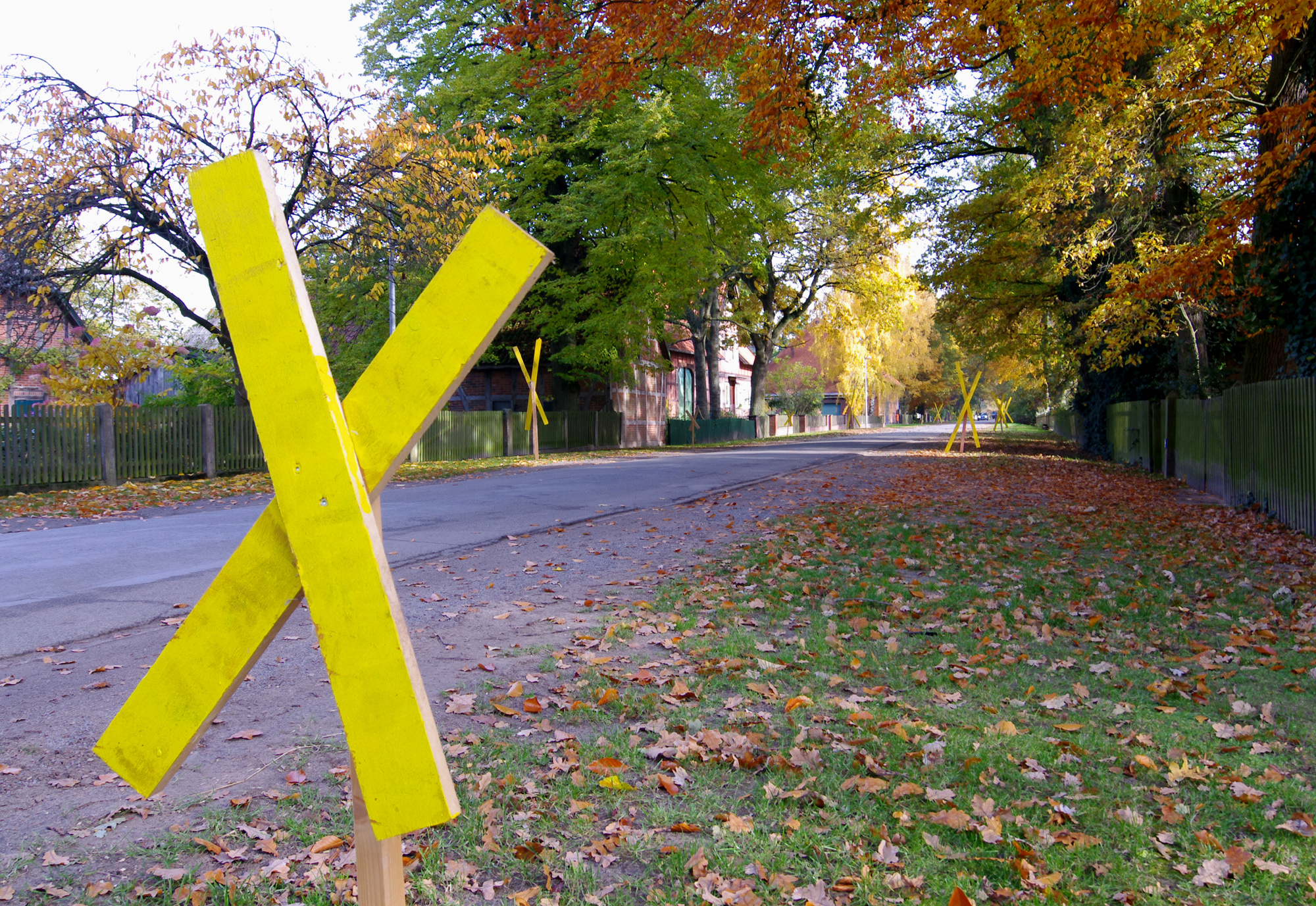
Das gelbe „X“ ist das allgegenwärtige Widerstandssymbol im Wendland
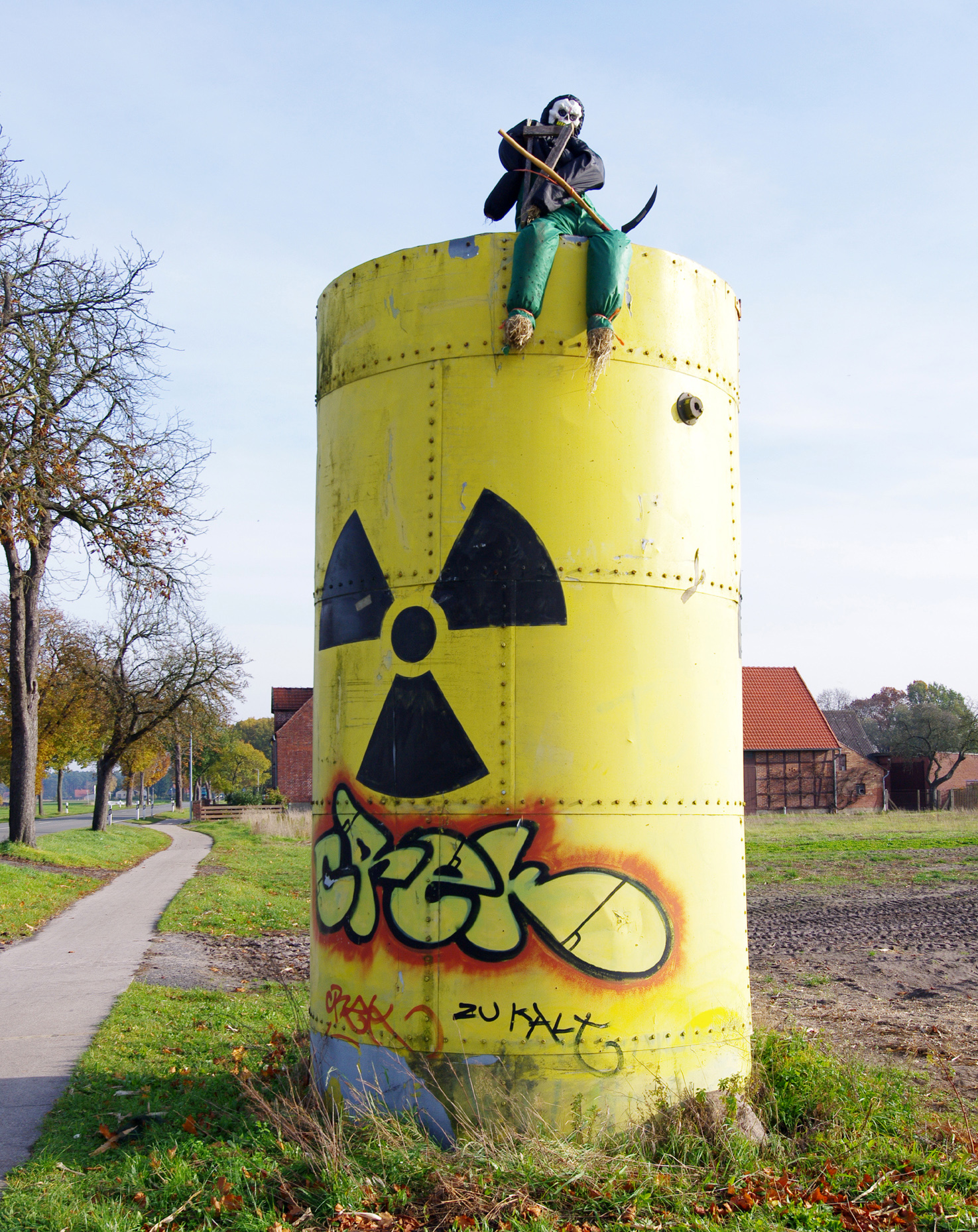
Ausdrucksformen des Protestes …
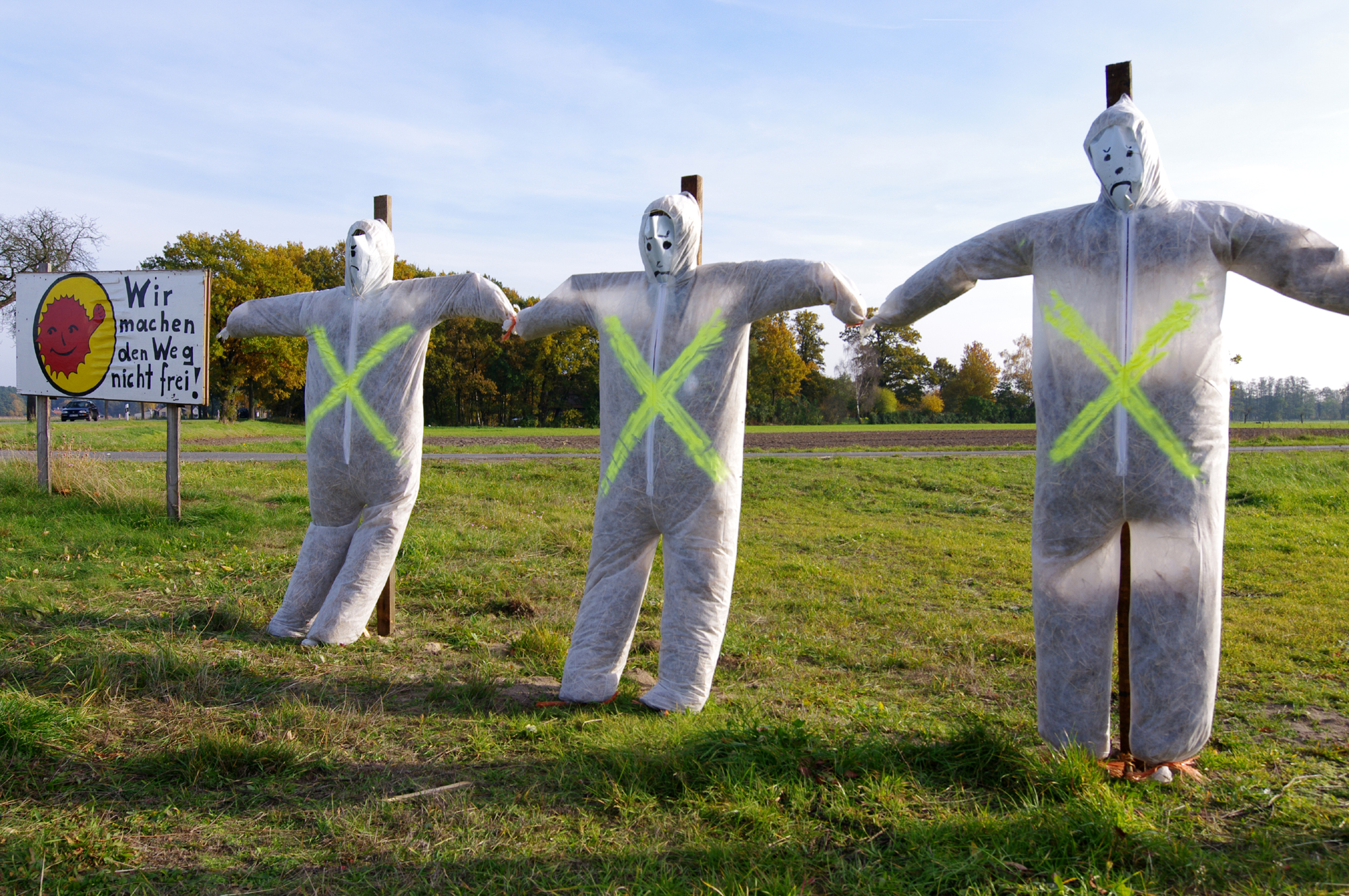
… der Bevölkerung in Lüchow-Dannenberg …
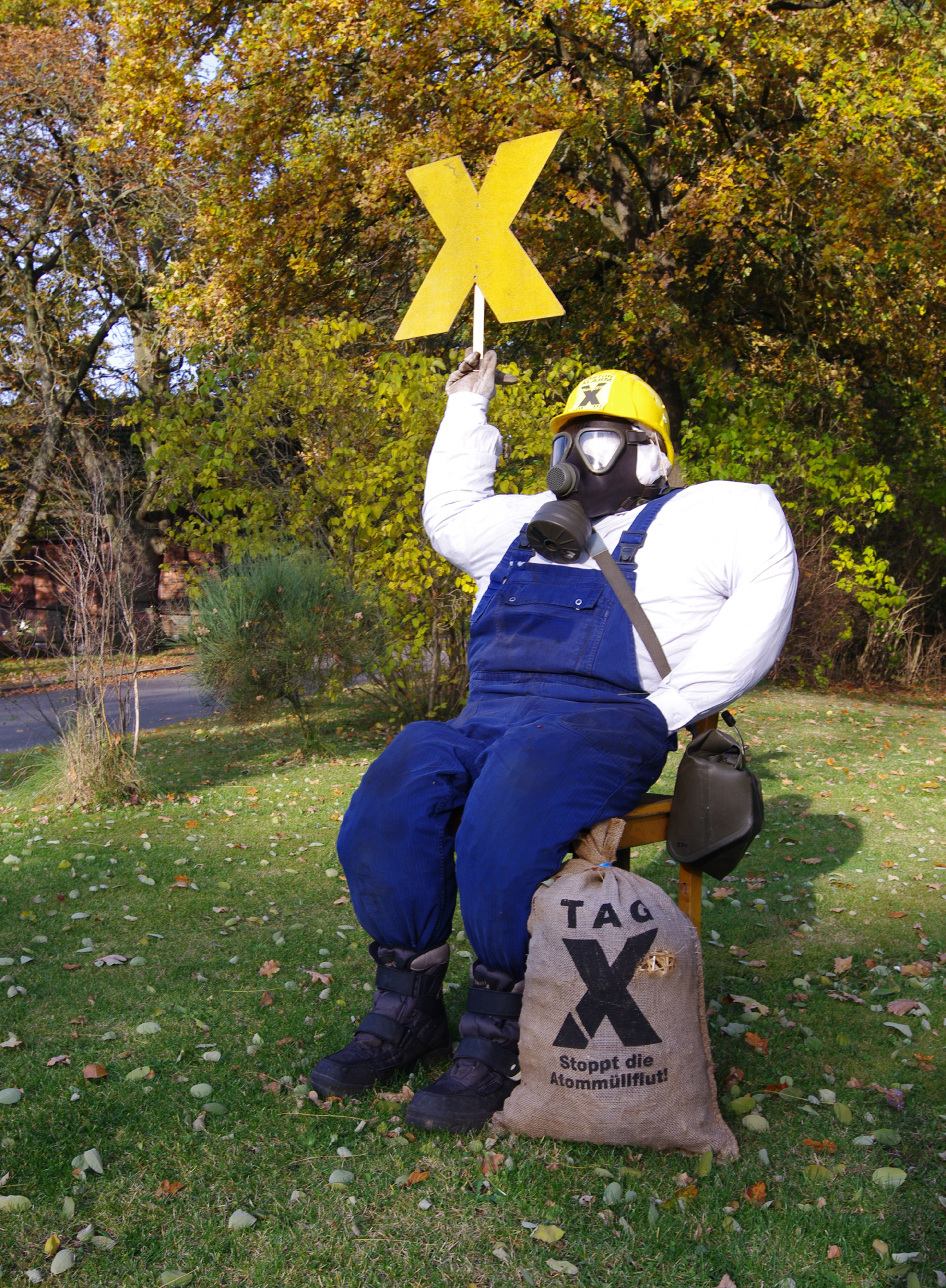
… entlang der Castor-Transportstrecke …
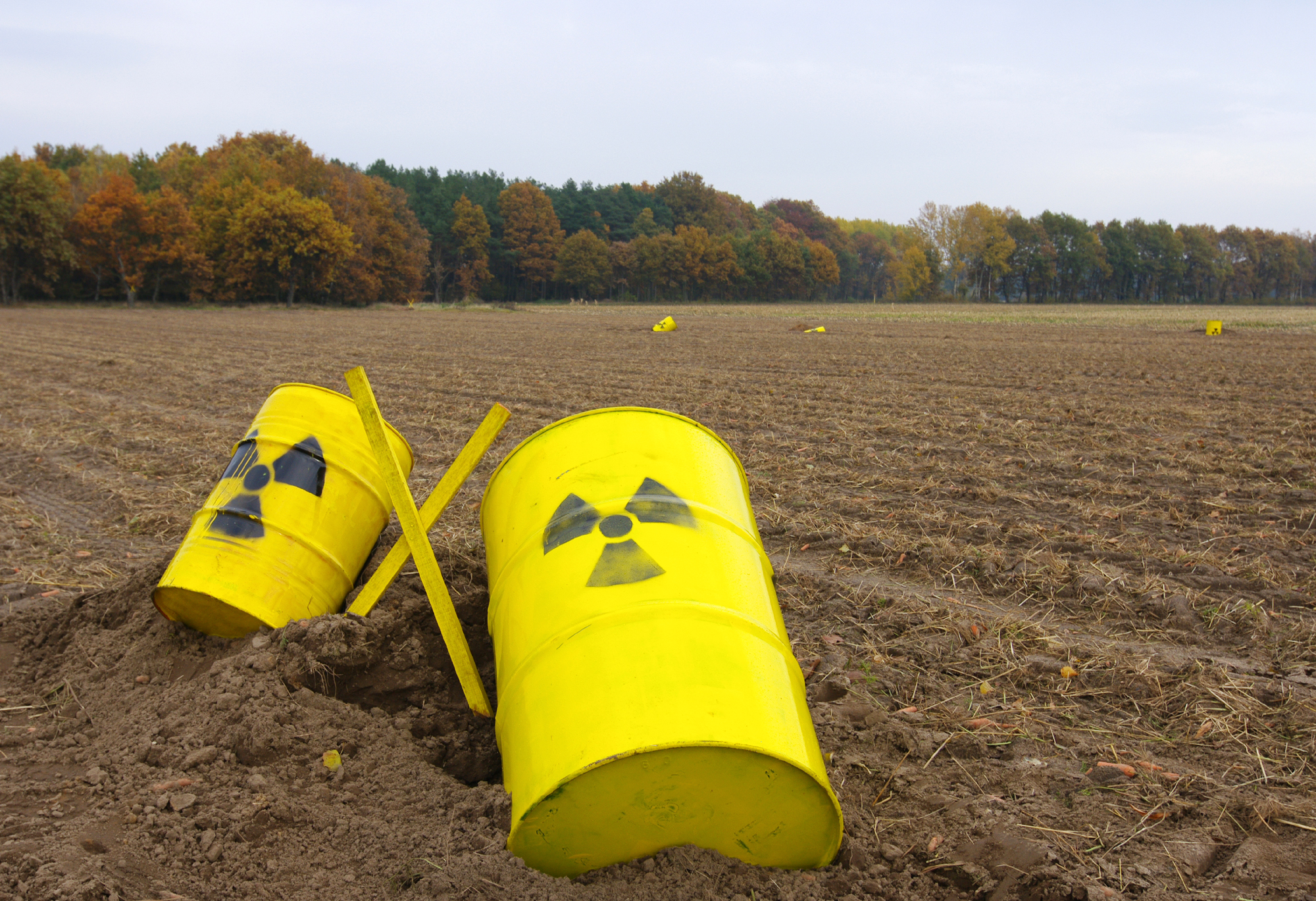
… und anderswo im Wendland …
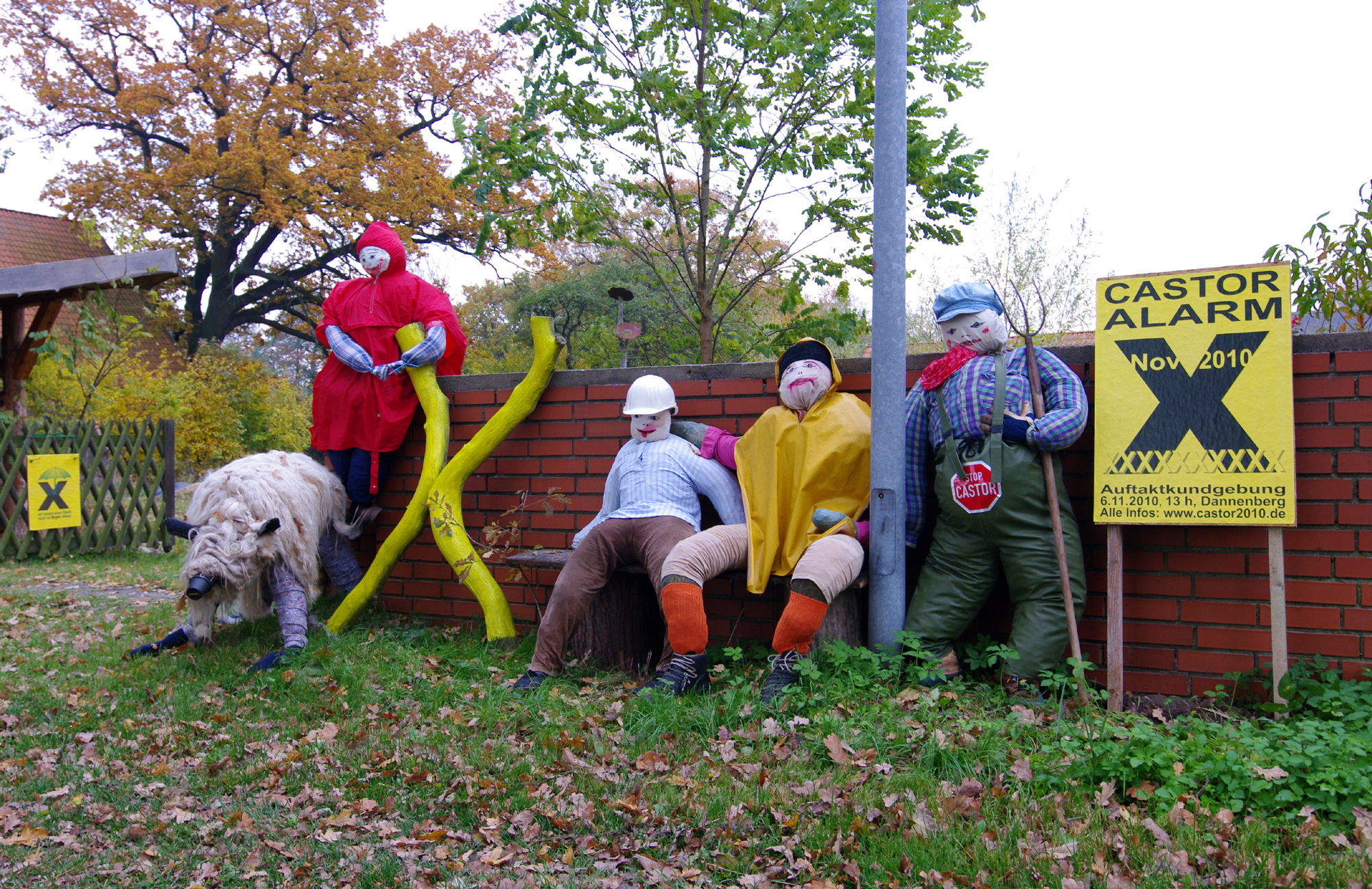
… gesehen im Herbst 2010

## Kontroversen
Das Moratorium diente der Klärung konzeptioneller und sicherheitstechnischer Fragen. Diese betreffen nicht die Eignung oder Nichteignung von Gorleben, sondern generelle Fragen, die mit der Endlagerung verbunden sind, so zum Beispiel Isolations- und Nachweiszeitraum, Gasentwicklung, Schutzziele und Sicherheitsindikatoren, Mehrbarrierenkonzept, Wirtsgesteine. Nach dem abschließenden Synthesebericht des Bundesamtes für Strahlenschutz sind keine eindeutigen Vor- oder Nachteile eines Wirtsgesteins gegenüber einem anderen festzustellen. Deshalb ist jeder Standort für sich zu prüfen, um ihn gegebenenfalls als relativ besten Standort zu klassifizieren. Dies gilt auch für Gorleben.
Eine vergleichende Standortbewertung wurde vom ehemaligen Bundesumweltminister Gabriel gefordert. Im Koalitionsvertrag 2009 wurde vereinbart, Gorleben weiter bis zu Ende auf seine mögliche Eignung hin zu erkunden.
Auf der anderen Seite stehen die Vertreter, die eine neue Standortsuche mit einem Standortvergleich unter Einbezug von Gorleben fordern. Dies wird als dringend nötig angesehen, um die Auseinandersetzungen um Gorleben zu entschärfen und neue Handlungsoptionen zu eröffnen. Zudem sei eine vergleichende Standortbewertung aus methodischen Gründen notwendig und in vielen Ländern bereits Standard, zum Beispiel in der Schweiz und in Schweden. In keinem Land wurden jedoch untertägige Untersuchungen an mehr als einen Standort gestartet. Ähnlich wie in Deutschland wurden übertägige Untersuchungen durchgeführt; der daraus resultierende beste Standort wird durch untertägige Untersuchungen auf Eignung geprüft.
Teilweise wurde die Forderung erhoben, Gorleben bei der Endlagersuche auszuschließen, da die bereits investierten Erschließungskosten jede neutrale Begutachtung unmöglich machen.

## Untersuchungsausschuss
Der Bundestag setzte auf Antrag von 285 Abgeordneten der SPD, der Linken und der Grünen am 26. März 2010 einen Untersuchungsausschuss zu Gorleben ein. Das 15-köpfige Gremium unter Vorsitz der CDU-Parlamentarierin Maria Flachsbarth sollte die Umstände klären, unter denen die Regierung von Bundeskanzler Helmut Kohl (CDU) im Jahr 1983 entschied, nur den Salzstock im niedersächsischen Gorleben und nicht auch geologische Formationen wie Granit oder Ton in anderen Bundesländern auf eine Eignung für die Atommüll-Endlagerung zu prüfen.
Geprägt war die Debatte vor allem vom Streit um den schließlich von der Koalitionsmehrheit abgelehnten Antrag der SPD 17/1161 (vom 23. März 2010), für die Dauer des Ausschusses auf die von Umweltminister Norbert Röttgen (CDU) geplante Fortsetzung der Erkundungsarbeiten in Gorleben zu verzichten, die seit einem unter Rot-Grün verhängten Moratorium ruhten. Im Mai 2013 beendete der Untersuchungsausschuss mit der Vorlage des Abschlussberichtes seine Arbeit.
Die Mehrheit, seinerzeit bestehend aus CDU/CSU und FDP, kam damals zu dem Ergebnis:
„(...) Nach Auswertung der Akten, Anhörung der Sachverständigen und Würdigung der Zeugenaussagen im Untersuchungsausschuss haben die Ergebnisse von 30 Jahren Gorleben-Erkundung nie Anlass gegeben, an der Eignungshöffigkeit des Salzstocks Gorleben für ein Endlager für alle Arten von radioaktiven Abfällen zu zweifeln. Die Sicherheit stand immer an erster Stelle. Alle wichtigen Entscheidungen der Bundesregierung zum Fortgang der Erkundung haben sich auf die seriöse und fachlich anerkannte Arbeit der am Projekt Gorleben beteiligten Wissenschaftler und Beamten u. a. von der Bundesanstalt für Geowissenschaften und Rohstoffe (BGR), der Physikalisch-Technischen Bundesanstalt (PTB) bzw. des Bundesamtes für Strahlenschutz (BfS), des Hahn-Meitner-Institutes (HMI), der Deutschen Gesellschaft zum Bau und Betrieb von Endlagern für Abfallstoffe mbH (DBE) und der Universität Göttingen gestützt. Alle diese Institutionen sind zu dem Ergebnis gekommen: Der Salzstock Gorleben ist eignungshöffig.(...)“ (Drs. 17/13700, S. 257)
Hiergegen kam die Minderheit, seinerzeit bestehend aus SPD, Bündnis 90/Die Grünen und Die Linke, zu folgenden Ergebnissen:
„(...)Zeugenaussagen bestätigten zweifelsfrei, dass ein ordentliches Standort-Auswahlverfahren seitens des Bundes, bei dem Gorleben mit anderen verglichen oder gar als bester hervorgegangen wäre, nicht existierte. Der Standort Gorleben wurde binnen weniger Wochen von der Niedersächsischen Staatskanzlei 1977 im Alleingang aus politischen Motiven heraus ausgewählt, ohne das jahrelange Auswahlverfahren der vom Bund beauftragten KEWA zu be- rücksichtigen. Der Bund (unter Helmut Schmidt) stimmte nach anfänglicher Ablehnung zähneknirschend zu.“(Drs. 17/13700, S. 357)
„Auch als im Jahr 1983 die Entscheidung zur untertägigen Erkundung anstand, wurde an der fachlichen Grundlage, dem PTB-Zwischenbericht, so lange manipuliert, dass er am Ende Gorleben 'Eignungshöffigkeit' bescheinigte, die geologischen Zweifel und Risiken abgemildert waren und die Empfehlung, andere Standorte zu erkunden, getilgt war. So steht auch die Entscheidung der Regierung Helmut Kohl, nur Gorleben untertägig zu erkunden, unter dem Schatten von Täuschung und Verzerrung.“(Drs. 17/13700, S. 357)
„Immer wieder stellte sich bei den Zeugenbefragungen die Frage nach dem Verhältnis von Ministerialbürokratie und Wissenschaft: Wer trug die Verantwortung für eine jeweilige Entscheidung? Ministerialbeamte verwiesen als entscheidungsleitend auf die fachliche Grundlage und deren wissenschaftliche Erkenntnisse. Die Fachleute und Geologen selbst, die diese Grundlage erarbeitet haben, verwiesen in den Befragungen darauf, dass sie nur über wissenschaftliche Ergebnisse berichtet hätten und an Entscheidungen nicht beteiligt gewesen seien. Hier muss jedoch konstatiert werden, dass es keine Unabhängigkeit der Forschung gab. Insbesondere die Bundesanstalt für Geowissenschaften und Rohstoffe (BGR) sowie die Physikalisch-Technische Bundesanstalt (PTB), die später in das Bundesamt für Strahlenschutz (BfS) überging, sind letztlich abhängige Behörden und Weisungen der Ministerien unterworfen. Bis heute ist die BGR eine nachgeordnete Behörde des Bundesministeriums für Wirtschaft und Technologie (BMWi) und das BfS eine Behörde des Bundesumweltministeriums (BMU) mit allen Konsequenzen, was Personal und Strukturentscheidungen betrifft.“ (Drs. 17/13700, S. 357)
„An mehreren Beispielen konnte aufgezeigt werden, dass die Wissenschaftler bestimmte Probleme einfach ausgeblendet haben. Bei der Interpretation der wissenschaftlichen Ergebnisse wurde bereits zu Beginn mindestens ein Deutungsspielraum zugunsten Gorlebens ausgenutzt. Das Problem von Gas unter und im Salzstock Gorleben wurde verschwiegen oder als bedeutungslos erachtet. Dabei war es zu Beginn durchaus als Problem wahrgenommen worden. Kritische Wissenschaftler wurden nicht mehr beauftragt oder ihnen wurde die Verantwortung entzogen. Andere massive geologische Probleme wie das brüchige und durchlässige Deckgebirge über dem Salzstock wurden kurzerhand als unbedeutend abqualifiziert. Auf die Barriere Deckgebirge als „Schutzdeckel“ des Salzstocks wurde, nachdem klar war, in Gorleben ist es mit den gewünschten Eigenschaften nicht vorhanden, verzichtet. Carnallit- und Anhydrit-Vorkommen, die als Gefahr gelten, wurden als beherrschbar dargestellt, die Ablaugungsraten der Gorleben-Rinne über und in dem Salzstock wurden niedriggerechnet. Das Steinsalz wurde schließlich als so hervorragend dargestellt, dass es als Barriere die übrigen Mängel auszugleichen hatte. All diese Umdeutungen und Gewichtungsverschiebungen waren nur möglich, weil es nicht von Anfang an klare Erkundungskriterien gab. Es fehlte grundsätzlich ein Konzept für den Umgang mit dem strahlenden Müll.(...)“ (Drs. 17/13700, S. 358)

## Kosten
Die Kosten von bisher 1,6 Milliarden Euro (2013) wurden bisher zu 90 % von den Energieversorgungsunternehmen getragen. Die übrigen Kosten werden vom Bund übernommen und entsprechen den Abfallanteilen aus ehemaligen DDR-Betrieben. Ob die Kosten für eine erneute Endlagersuche (zurzeit geplant, Stand 2015) ebenfalls von den Versorgungsunternehmen übernommen werden, ist noch unklar. Im Januar 2024 beziffert eine Sprecherin der Bundesgesellschaft für Endlagerung (BGE) die Kosten für das gescheiterte Atommüllendlager-Projekt auf mindestens 2,1 Milliarden Euro (eine Steigerung von rund 200 Millionen Euro gegenüber der bisher veranschlagten Kosten). Noch nicht in der Kalkulation enthalten seien die Kosten für die Schließung des Bergwerks.